# Asmedia mimetes
Asmedia mimetes é uma espécie de coleóptero da tribo Callichromatini (Cerambycinae); compreende duas subespécies, com ocorrência na Indonésia e Malásia.

## Sistemática
- Ordem Coleoptera
  - Subordem Polyphaga
    - Infraordem Cucujiformia
      - Superfamília Chrysomeloidea
        - Família Cerambycidae
          - Subfamília Cerambycinae
            - Tribo Callichromatini
              - Gênero Asmedia
                - Asmedia mimetes (Pascoe, 1866)
                  - Asmedia mimetes mimetes (Pascoe, 1866)
                  - Asmedia mimetes sumatrana (Hüdepohl, 1998)